# Sidney (Arkansas)
Sidney – miasto w Stanach Zjednoczonych, w stanie Arkansas, w hrabstwie Sharp.